# Natać Wielka
Natać Wielka (niem. Groß Nattatsch, w latach 1938–1945 Großseedorf) – wieś w Polsce położona w województwie warmińsko-mazurskim, w powiecie nidzickim, w gminie Nidzica. W latach 1975–1998 miejscowość administracyjnie należała do województwa olsztyńskiego.

## Historia
W 1858 wieś obejmowała obszar 3428 morgów ziemi. W 1871 we wsi były 34 domy z 207 mieszkańcami. W 1895 we wsi było 230 mieszkańców. Wieś należała do parafii ewangelickiej w Kurkach. W 1905 we wsi było 6 Niemców, 158 Polaków i 70 osób o pochodzeniu mieszanym. W 1938 ówczesne władze niemieckie w ramach akcji germanizacyjnej zmieniły urzędowa nazwę wsi z Gross Nattatsch na Grosseendorf. W 1939 we wsi mieszkało 219 osób.
Zobacz też: Natać Mała